# 2015年金口河地震
2015年金口河地震发生于北京时间（UTC+8）2015年1月14日13时21分39秒，地震规模为里氏5.0级。震中位于中国四川省乐山市金口河区，震源距离地表14千米。位于震中的乐山市金口河区吉星乡梁河坝村，距离乐山市城区约60公里。成都市、乐山市震感强烈，峨眉山市、雅安市和重庆市的个别地区有震感。